# Alisea (champignon)
Cet article concerne le genre de champignons. Pour le genre de poissons, voir Alisea (poisson).
Genre
Alisea est un genre de champignons de la famille des Halosphaeriaceae. 

## Liste d'espèces
Selon Catalogue of Life (8 novembre 2020) et Index Fungorum (8 novembre 2020) :
- Alisea longicolla J. Dupont & E.B.G. Jones 2009